# Saturnino de Lucas
Saturnino de Lucas Gilsanz (San Martín y Mudrián, Segovia, 4 de abril de 1911-id., 6 de diciembre de 1970) fue un comercial y político socialista español, que se mantuvo escondido durante 34 años a fin de evitar la represión franquista.
Hijo de una familia de resineros y segundo de ocho hermanos, a los seis años hubo de ponerse a trabajar. Saturnino padeció la polio que le dejó como secuela una cojera acentuada. Se formó gracias a la altruista colaboración del maestro de la localidad que le dio clases particulares más allá de los estudios elementales, dado que el cacique y alcalde de Mudrián le negó siempre las becas solicitadas y avaladas por el propio maestro y el cura de la localidad. Así llegó a adquirir una notable formación en Derecho, lo que le permitió representar en juicio a obreros sin recursos. Después ganó por oposición la plaza de secretario del ayuntamiento de Torrijos (Toledo), pero no pudo tomar posesión de la misma al ser menor de 25 años. Fue agente comercial, de seguros y de banca en la provincia de Segovia. Miembro de la Unión General de Trabajadores (UGT) y del Partido Socialista Obrero Español (PSOE), presidió el sindicato ugetista local de 1933 a julio de 1936. El 14 de marzo de 1936 fue designado alcalde de su localidad natal al cesarse  al anterior por desfalco. Presidió en el ámbito nacional los Jurados Mixtos de Industrias Químicas. Al producirse el golpe de Estado que dio inicio a la Guerra Civil, permaneció al frente del ayuntamiento a pesar de que en Segovia había triunfado la sublevación. Avisado el 24 de julio por el cura de la localidad de que querían ejecutarle un grupo de falangistas tras haber puesto precio a su cabeza varios caciques segovianos, se ocultó en un arcón de la iglesia con ayuda del sacerdote, y allí permaneció un tiempo, saliendo por las noches del arcón al interior de la iglesia. Después se ocultó en un desván del domicilio de sus padres, donde permaneció 30 años más.
Durante todo este tiempo el espacio era tan reducido que no pudo ponerse en pie. Oculto en el desván se dedicó a la lectura y al estudio y solo su padre y un hermano conocieron su paradero. A través de un ventanuco su padre, mientras vivió, y luego su hermano, le pasaban la comida y cualquier otra cosa que precisase. Aunque en la localidad vivían también sus cuñadas y su madre, jamás supieron de él. Además, dedicó tiempo a trabajar como agente comercial, figurando uno de sus hermanos como titular mientras Saturnino era quien desarrollaba la actividad. También se dedicó a arreglar el calzado de sus sobrinos, sin que la familia lo supiera. Sus hermanos le llevaron sus hijos para que los conociera al poco de nacer, sin conocimiento de las esposas, así que Saturnino pudo verlos a todos ellos, en total veintiocho. Tras fallecer su padre en 1968 se planteó la posibilidad de salir, a lo que contribuyó el decreto de 1970 por el que cesó cualquier procedimiento de represión política a quienes habían militado en partidos de la izquierda durante la República y la Guerra Civil. El día antes de cumplir 59 años salió de su escondite. Su salud se encontraba dañada y los años de aislamiento y soledad habían quebrado su juicio. Falleció unos meses después.